# Statue équestre du duc d'Orléans
La statue équestre du duc d'Orléans est une statue équestre de Ferdinand-Philippe d'Orléans, fils aîné du roi Louis-Philippe Ier et héritier du trône de France. Elle est située place du Duc-d'Orléans à Neuilly-sur-Seine. Elle est l'œuvre du sculpteur italien Carlo Marochetti.

## Description
Le monument est une statue équestre en bronze. Le duc d'Orléans salue en abaissant son épée sur le côté droit.

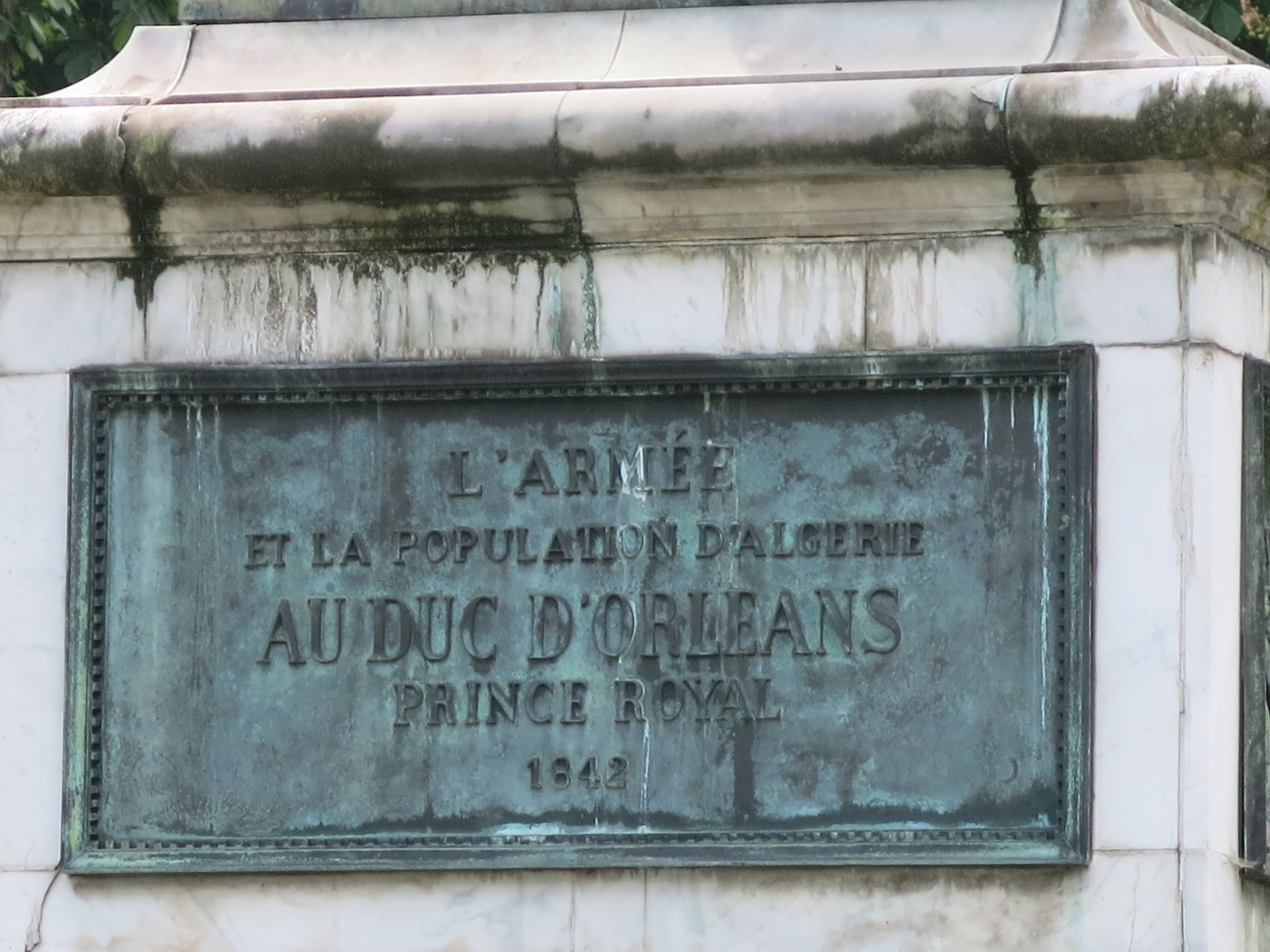
Plaque 1.
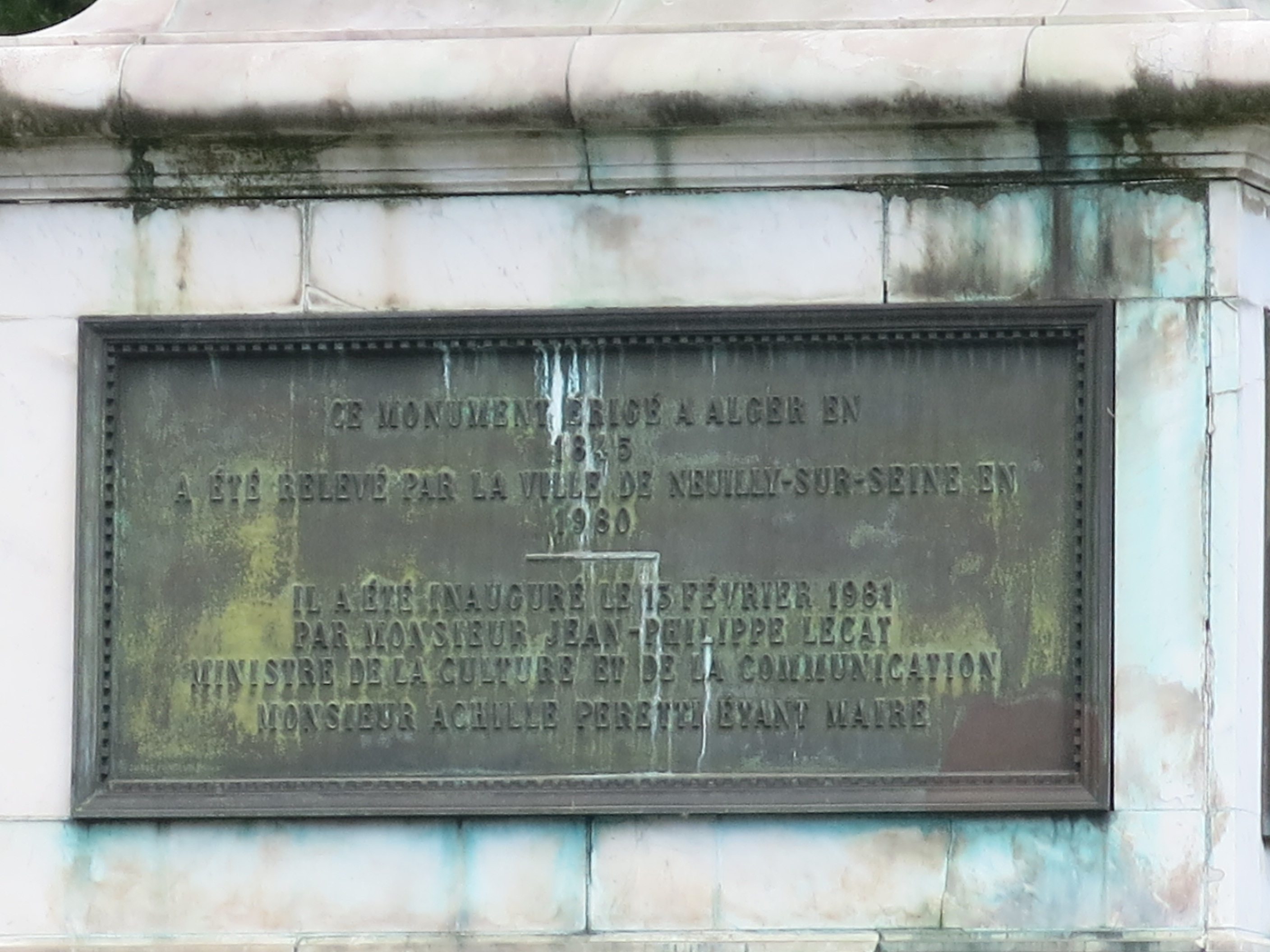
Plaque 2.

## Localisation
La statue est située sur l'ancien rond-point Chauveau, renommé pour l'occasion place du Duc-d'Orléans.

## Historique

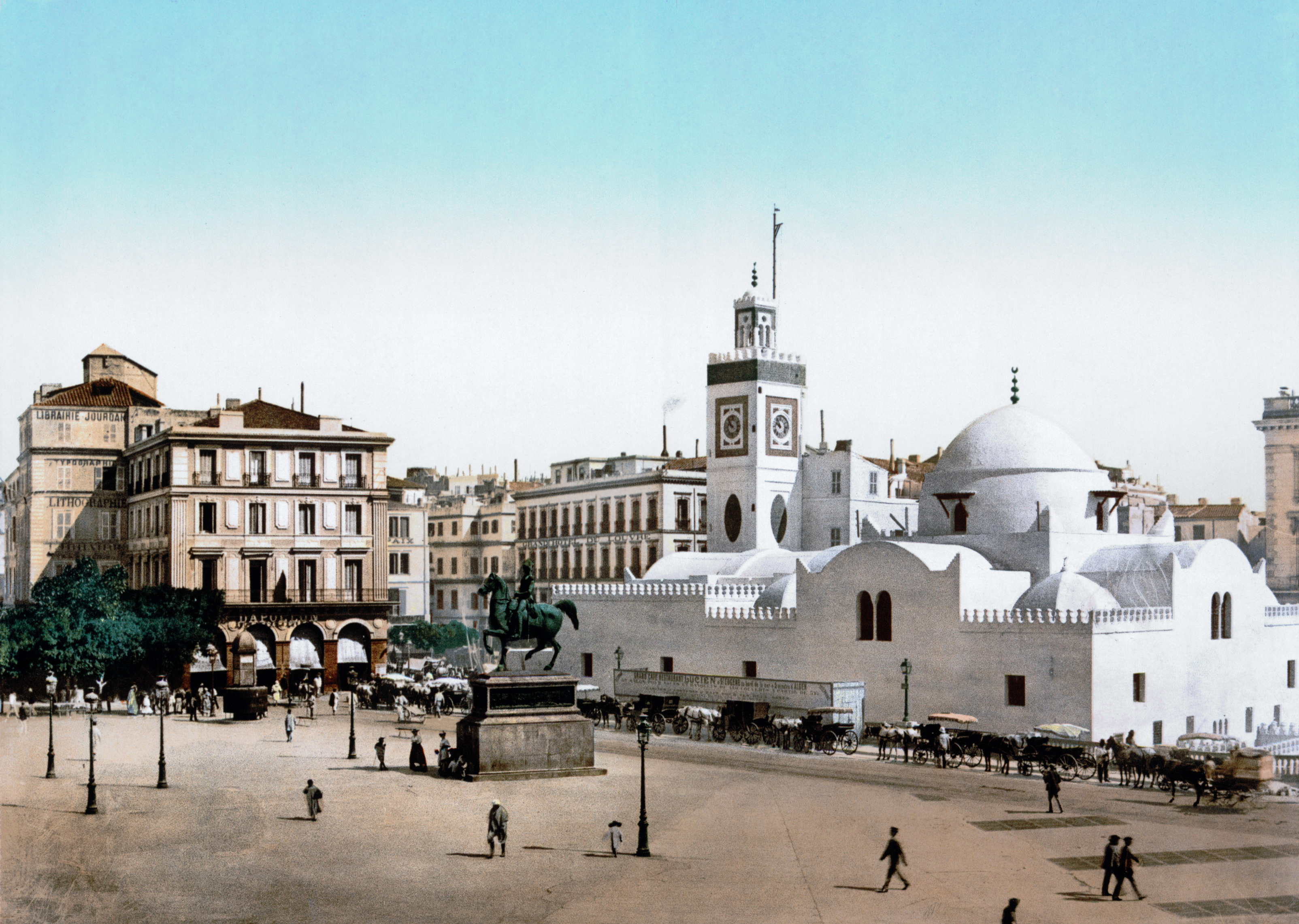
La statue à la place du Gouvernement, Alger.

La statue a été conçue entre 1842 et 1844 par le sculpteur italien Carlo Marochetti et fondue par le parisien Soyer. C'était une demande de l'armée d'Afrique afin de rendre hommage au duc d'Orléans décédé le 13 juillet 1842 dans un accident de la circulation survenu à Neuilly-sur-Seine,.
La statue témoigne de la popularité du prince, qui s'était illustré à partir de 1835 dans la conquête de l'Algérie.
Les bas-reliefs sur les côtés représentent la prise de la citadelle d'Anvers en 1832 et le passage du col de la Mouzaia, lors de son ultime séjour en Algérie en 1840.
Elle fut érigée place du Gouvernement à Alger, à côté de la mosquée de la Pêcherie en 1845.
Après l'indépendance de l'Algérie en 1963, elle est démontée, rapatriée en France et entreposée au château de Vincennes.
En 1974, le maire de Neuilly Achille Peretti décide d'installer la statue au rond-point Chauveau, renommé place du Duc-d'Orléans. L'ensemble est inauguré le 13 février 1981.
Une statue identique se trouve au château d'Eu (Seine-Maritime), propriété de la famille d'Orléans.